# Flabelligera grubei
Flabelligera grubei är en ringmaskart som först beskrevs av Webster och Benedict 1887.  Flabelligera grubei ingår i släktet Flabelligera och familjen Flabelligeridae. Inga underarter finns listade i Catalogue of Life.